# Mötzingen
Mötzingen es un municipio alemán situado en el distrito de Böblingen, en Baden-Wurtemberg. Tiene una población estimada, a mediados de 2022, de 3746 habitantes.

## Localización
Se ubica en la esquina suroccidental del distrito, unos 25 km al suroeste de la capital distrital, Böblingen, y unos 25 km al oeste de Tubinga.

## Historia
Aunque en el término municipal se han encontrado restos de la Edad del Hierro, la existencia de la actual localidad se conoce por primera vez en documentos desde el año 1094. Durante siglos fue una localidad de pequeño tamaño, que no superó de forma estable los mil habitantes hasta la construcción de las líneas de ferrocarril en sus alrededores a finales del siglo XIX.

## Demografía
A 31 de diciembre de 2015 tiene 3608 habitantes.